# Казони, Филиппо
Фили́ппо Казо́ни (итал. Filippo Casoni; 6 марта 1733, Генуя, Генуэзская республика — 9 октября 1811, Рим, Папская область) — итальянский куриальный кардинал и папский дипломат. Титулярный архиепископ Перге с 21 февраля 1794 по 26 марта 1804. Апостольский нунций в Испании с 27 мая 1794 по 23 февраля 1801. Государственный секретарь Святого Престола и Префект Священной Конгрегации Священной Консульты с 17 июня 1806 по 2 февраля 1808. Камерленго Священной Коллегии кардиналов с 1807 по 1808. Кардинал-священник с 23 февраля 1801, с титулом церкви Санта-Мария-дельи-Анджели-э-деи-Мартири с 26 марта 1804 по 9 октября 1811.